# Cometa extinto

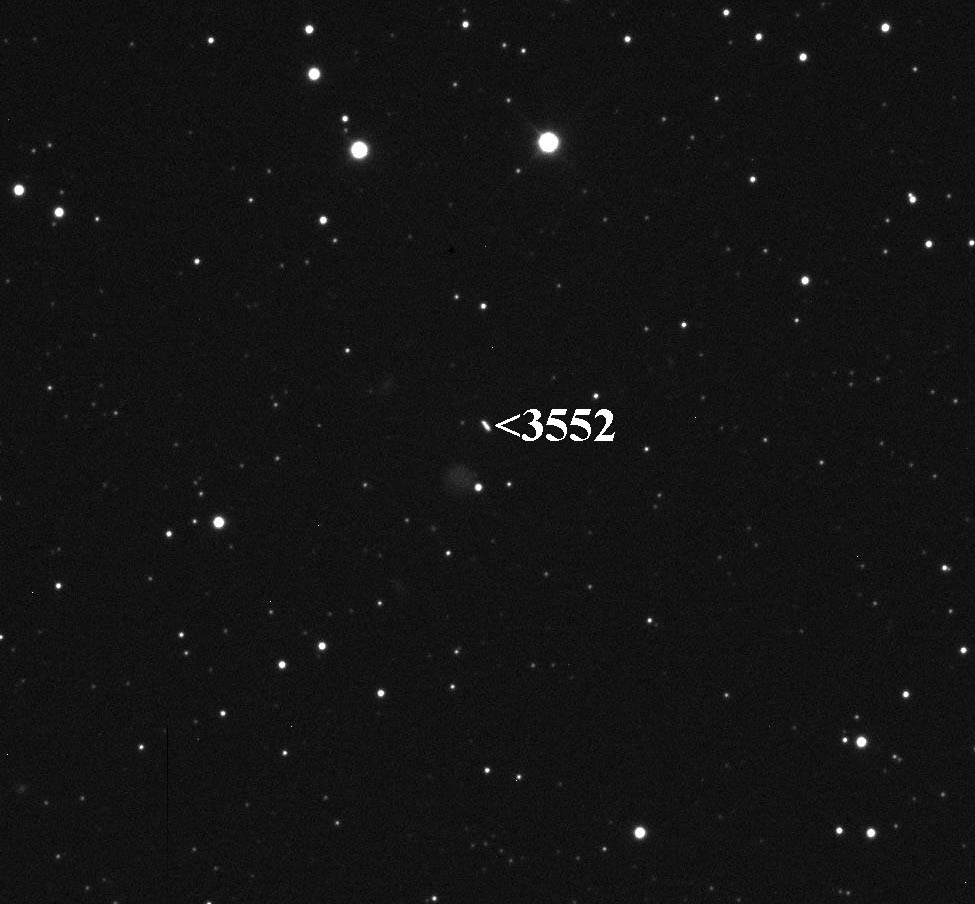
Cometa extinto "Don Quijote"

Los cometas extintos son cometas que expulsan casi todo su hielo volátil y ya les queda poco para dejar de tener coma. El material volátil que estaba en el núcleo se evapora y todo lo que queda es una roca inerte -o escombros- pareciéndose a un asteroide. Los cometas pueden pasar por una fase de transición antes de terminar extinguiéndose. Si el material volátil está cubierto por una capa superficial que está inactiva, se dice que el cometa está latente -y no extinto.